# WEC 20
WEC 20: Cinco de Mayhem foi um evento de artes marciais mistas promovido pelo World Extreme Cagefighting ocorrido em 5 de maio de 2006 no Tachi Palace Hotel & Casino em Lemoore, California.

## Background
O evento principal foi a luta de pesados entre Brian Olsen e Mike Kyle.

## Resultados
- Luta de Peso Médio:  Keith Berry vs.  Donny Rider

Berry derrotou Rider por Nocaute Técnico aos 0:36 do primeiro round.
- Luta de Peso Médio:  Fernando Gonzalez vs.  Jimmy Dexter

Gonzalez derrotou Dexter por Finalização (mata leão) aos 4:09 no primeiro round.
- Luta de Peso Leve:  Cassio Werneck vs.  Ashe Bowman

Werneck derrotou Bowman por Finalização (chave de braço) aos 3:05 do segundo round.
- Luta de Peso Leve:  Nate Diaz vs.  Gil Real

Diaz derrotou Real por Nocaute Técnico aos 3:05 do primeiro round.
- Luta de Peso Leve:  Rob McCullough vs.  Randy Hauer

McCullough derrotou Hauer por Nocaute Técnico aos 2:36 do primeiro round.
- Luta de Peso Galo:  Antonio Banuelos vs.  Eddie Wineland

Wineland derrotou Banuelos por Nocaute (chute na cabeça e socosa) aos 2:36 do primeiro round.
- Luta de Peso Médio:  Kenny Ento vs.  Phil Collins

Ento derrotou Collins por Finalização (chave de braço) aos 1:09 do primeiro round.
- Luta de Peso Meio Pesado:  Jeremy Freitag vs.  Paul Moreno

Freitag derrotou Moreno por Finalização (chave de braço) aos 2:22 do primeiro round.
- Luta de Peso Meio Pesado:  Glover Teixeira vs.  Carlton Jones

Teixeira derrotou Jones por Nocaute Técnico aos 1:57 do primeiro round.
- Luta de Peso Leve:  Poppies Martinez vs.  Cory Cass

Cass derrotou Martinez por Finalização (chave de braço) aos 0:47 do primeiro round.
- Luta de Peso Meio Pesado:  Lodune Sincaid vs.  Dan Molina

Sincaid derrotou Molina por Finalização (mata leão) aos 3:17 do primeiro round.
- Luta pelo Cinturão Peso Pesado do WEC:  Mike Kyle vs.  Brian Olsen

Olsen derrotou Kyle por desqualificação (tirou de meta ilegal & socos) no primeiro round.